# Seriola peruana
Seriola peruana är en fiskart som beskrevs av Steindachner, 1881. Seriola peruana ingår i släktet Seriola och familjen taggmakrillfiskar. IUCN kategoriserar arten globalt som livskraftig. Inga underarter finns listade i Catalogue of Life.